# Атомиум
Атомиумът е монумент, построен за Експо'58, панаира в Брюксел през 1958 г.
Проектиран е от Андре Уотъркейн. Висок е 102 метра.

## Описание
Представлява композиция от 9 стоманени сфери, съединени така, че образуват модел на единична клетка от железен кристал, увеличен 165 милиарда пъти.
Тръби, свързващи сферите по 12-те ръба и 8-те вертикала към центъра, изолират ескалатори, които свързват сферите, съдържащи изложбени зали и други публични места. Горната сфера предоставя панорамна гледка към града.
Всяка сфера е 18 метра в диаметър. 3 сфери (2008) са затворени за посетители, а останалите са лесно достижими с ескалатор. Вертикалният връх съдържа лифт, който е считан за много бърз и напреднал по време на строителство (скоростта е 5 m/s).

## История
Сред оригиналните идеи в Експо'58 е да се изгради версия на Айфеловата кула с главата надолу, но Уотъркейн чувства, че атомната структура ще бъде по-голям символ на епохата. Паметникът първоначално е планирано да остане само 6 месеца. Въпреки това той скоро се превръща в символ не само на световния панаир, но и на модерната архитектура и Брюксел.

## Обновяване
Ремонтът на Атомиума започва през март 2004 г. Той е затворен за обществеността през октомври и остава затворен до 18 февруари 2006 г. Ремонтирането включва смяната на бледите листове алуминий, покриващи сферите, с неръждаема стомана. За да се плати за обновяването, старият алуминий е бил продаден на обществото като сувенири. Триъгълно парче около 2 м се продава за € 1000.
Обновяването включва поправени изложбени зали, ресторант, както и общежитие за посещение на ученици, наречено хотел „Детска сфера“, който включва неизползвани пластмасови кули със сфери. Възпоменателна монета от 2 €, изобразяваща монумента, е публикувана през март 2006 г. за отбелязване на обновлението.